# Great Wall Motor
Great Wall Motor Company Limited («Грейт Уолл Мотор», сокращённо GWM) — крупная китайская частная автомобилестроительная компания. С 1998 года Great Wall занимает первое место по объёмам продаж пикапов в Китае. В списке крупнейших публичных компаний мира Forbes Global 2000 за 2022 год заняла 765-е место. Владельцем группы является китайский миллиардер Вэй Цзяньцзюнь (Wei Jianjun); ему принадлежит 55,78 % акций Great Wall Motor.

## История
История компании началась в 1976 году с кооператива по ремонту сельскохозяйственной техники, который создал Вэй Дэлян; он был назван Great Wall Repair Factory (Ремонтный завод «Великая стена»). С 1984 года кооператив начал в небольших объёмах выпускать армейские внедорожники Beijing BJ 212. В 1989 году Вэй Дэлян погиб в автокатастрофе, его племянник Вэй Цзяньчжун подал заявку на руководство кооперативом, которая в 1990 году была удовлетворена, поскольку кооператив был убыточным. Вэй Цзяньчжун решил сменить профиль предприятия на выпуск легковых автомобилей, уже в 1993 году началось производство нескольких моделей, разработанных по образцу японских Nissan и Toyota. Было собрано около сотни таких машин, но в 1994 году в КНР был принят закон, позволявший только ограниченному числу компаний выпускать легковые автомобили, а Great Wall в их число не вошла. Предприятие начало производство пикапов, которые не подпадали под действие закона; первая модель Great Wall Deer была сделана по образцу Toyota Hilux и пользовалась большим спросом, поскольку стоила вдвое дешевле, чем пикапы производства китайских госпредприятий. В 1998 году кооператив был реорганизован в компанию Great Wall Motor Group, к этому времени он был крупнейшим производителем пикапов в КНР. В 2002 году законодательные ограничения были ослаблены, и компания начала выпуск внедорожников. В декабре 2003 года акции Great Wall Motor были размещены на Гонконгской фондовой бирже, вырученные средства были направлены на расширение завода в Баодине и создание собственного конструкторского бюро.
В 2005 году началось производство внедорожника Great Wall Hover, первой модели, которая пошла на экспорт, она пользовалась спросом в некоторых странах Азии, России и в Южной Америке. К концу десятилетия компания начала выпуск легковых автомобилей, образцом для которых также служили популярные модели других производителей, что привело к нескольким искам против Great Wall Motor о нарушении авторских прав, в частности модель Peri было запрещено продавать в Италии из-за чрезмерного сходства с Fiat Panda.
В сентябре 2011 года акции компании были размещены на Шанхайской фондовой бирже. В этом же году началось производство кроссовера Haval H6, который, в отличие от большинства других моделей компании, не был скопирован; он пользовался большим успехом как в Китае, так и других странах, за десять лет было выпущено более 3 млн штук. С марта 2013 года Haval становится самостоятельным брендом, под которым выпускается целый ряд моделей кроссоверов, внедорожников и SUV; дизайн новых моделей разрабатывался под руководством бельгийца Пьера Леклерка, пришедшего в компанию в 2013 году. В 2017 году был запущен ещё один бренд, Wey, под которым выпускаются более дорогие модели внедорожников.
Продукцию компании нельзя назвать экологически чистой, и ужесточение норм выхлопных газов в Китае в середине 2010-х годов стало для Great Wall Motor значительной проблемой. Для её решения в 2017 году была куплена доля в производителе низкоскоростных электромобилей Hebei Yujie Vehicle Industry (бренд Yogomo) и начато строительство совместного с ним предприятия в городе Уси, названное Linktour. На нём началось производство электрического кроссовера K-One, который, однако никакого интереса не вызвал, уже в 2019 году модель была снята с производства, завод в Уси закрыт, а в отношении Linktour начата процедура банкротства. В 2018 году был запущен другой бренд электромобилей, ORA, который сумел добиться больших успехов.

## Деятельность
Продажи в 2021 году составили 1,28 млн автомобилей, из них 140 тыс. было экспортировано. Выручка за 2021 год составила 136,4 млрд юаней, из них 120,2 млрд пришлось на Китай, 5,0 млрд — на Россию, 2,6 млрд — на ЮАР, 2,3 млрд — на Австралию, 1,2 млрд — на Саудовскую Аравию, 1,0 млрд — на Чили, 4,0 млрд — на другие страны.
Компания выпускает автомобили под пятью брендами: Haval, WEY, ORA, TANK и Great Wall Pickup. Основными типами автомобилей по объёму продаж в 2021 году были:
- Спортивно-утилитарные автомобили (SUV) — 907 тыс.
- Пикапы — 237 тыс.
- Седаны — 137 тыс.

|                     | 2012  | 2013  | 2014  | 2015  | 2016  | 2017  | 2018  | 2019  | 2020  | 2021  |
| ------------------- | ----- | ----- | ----- | ----- | ----- | ----- | ----- | ----- | ----- | ----- |
| Оборот              | 43,16 | 56,78 | 62,60 | 76,03 | 98,62 | 101,2 | 99,23 | 96,21 | 103,3 | 136,4 |
| Чистая прибыль      | 5,722 | 8,232 | 8,041 | 8,060 | 10,55 | 5,043 | 5,248 | 4,531 | 5,362 | 6,726 |
| Активы              | 42,57 | 52,60 | 61,35 | 71,91 | 92,31 | 110,5 | 111,8 | 113,1 | 154,0 | 175,4 |
| Собственный капитал | 21,51 | 28,00 | 33,45 | 38,33 | 47,29 | 49,13 | 52,52 | 54,40 | 57,34 | 62,12 |

## Производственные мощности

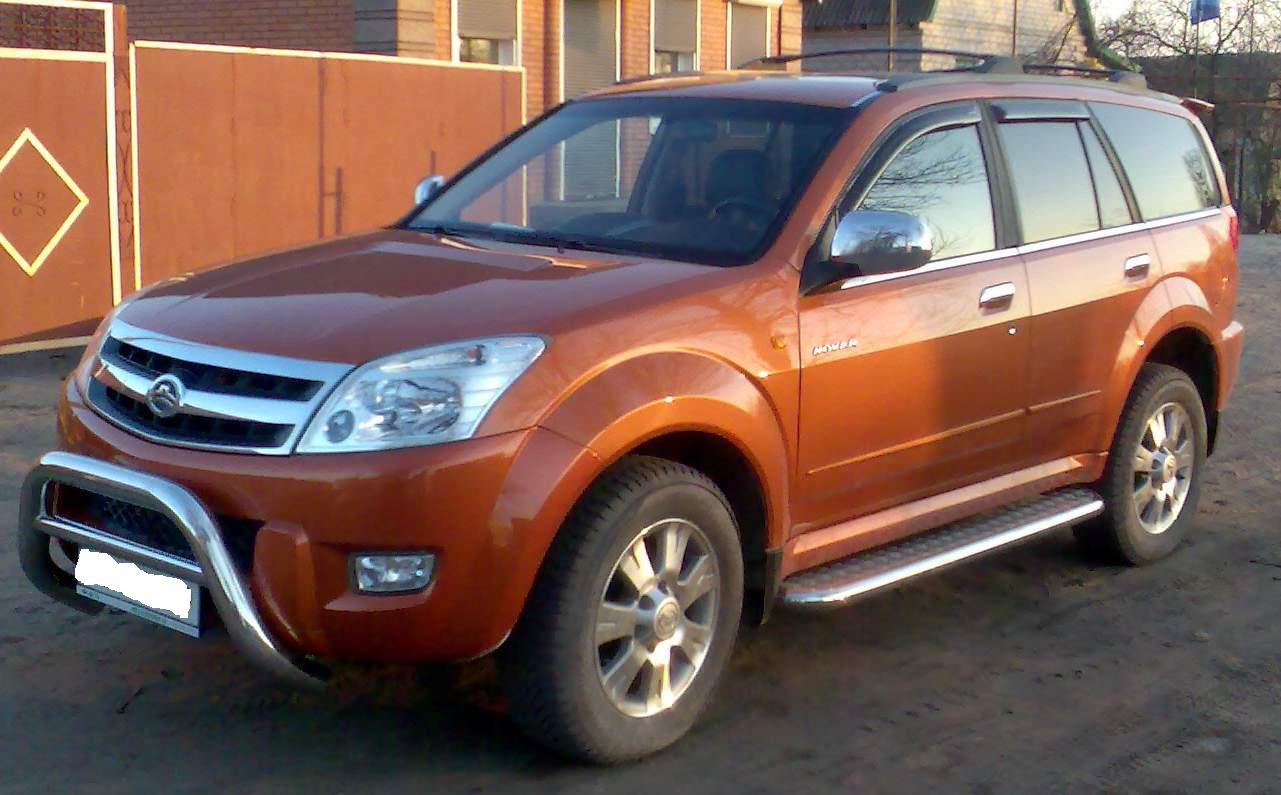
Great Wall Hover

Главный автомобильный завод Great Wall Motors расположен в городе Баодин, на него приходится более половины производства автомобилей компании (в 2021 году — 705 тыс. из 1,305 млн произведённых). Также имеются заводы в других городах Китая: Чунцине (212 тыс.), Тяньцзине (189 тыс.), Тайчжоу (122 тыс.), Пинху (32 тыс.), Жичжао (5,5 тыс.). В 2019 году был введён в эксплуатацию автозавод в российском городе Узловая Тульской области, его номинальная производительность составляет 80 тыс. автомобилей в год, фактическое производство в 2021 году составило 39,5 тыс.. 
В 2020 году компания приобрела два завода корпорации General Motors в Индии и Таиланде. В 2021 году GWM купила завод концерна Daimler AG в городе Ирасемаполис (Бразилия).
В январе 2024 года на заводе в тайской провинции Районг началось производство электромобилей под брендом ORA.

## Модельный ряд

### Сняты с производства

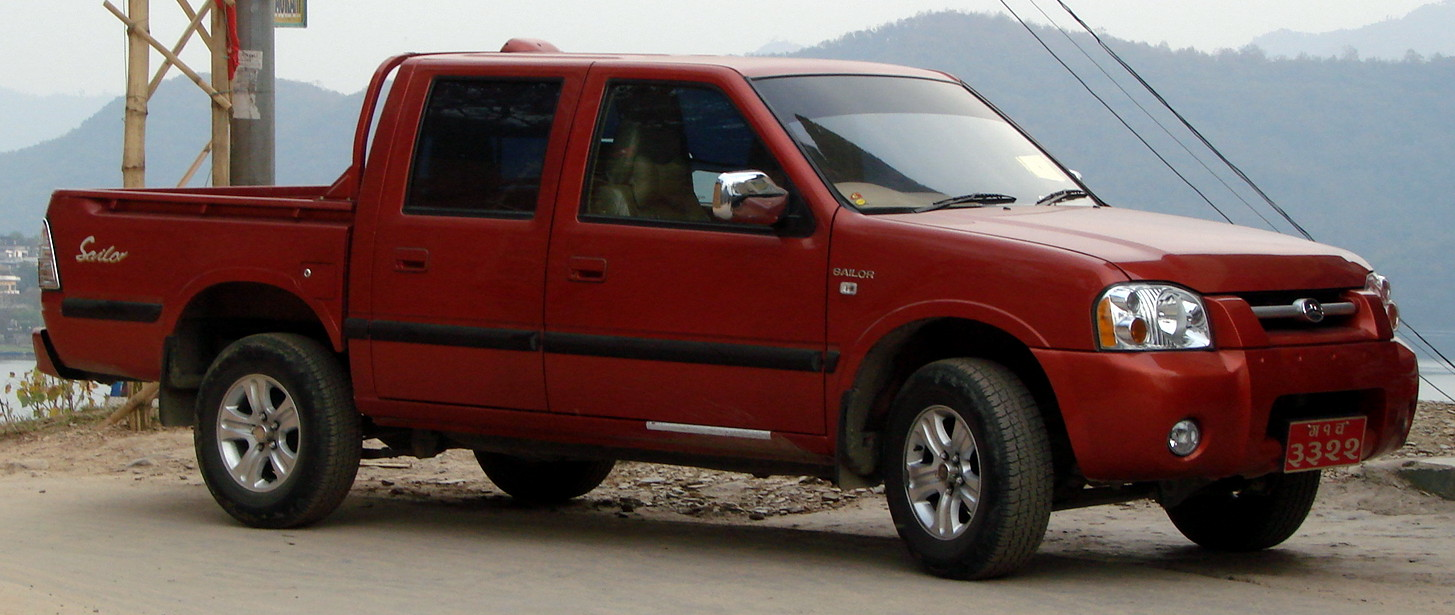
Great Wall Sailor

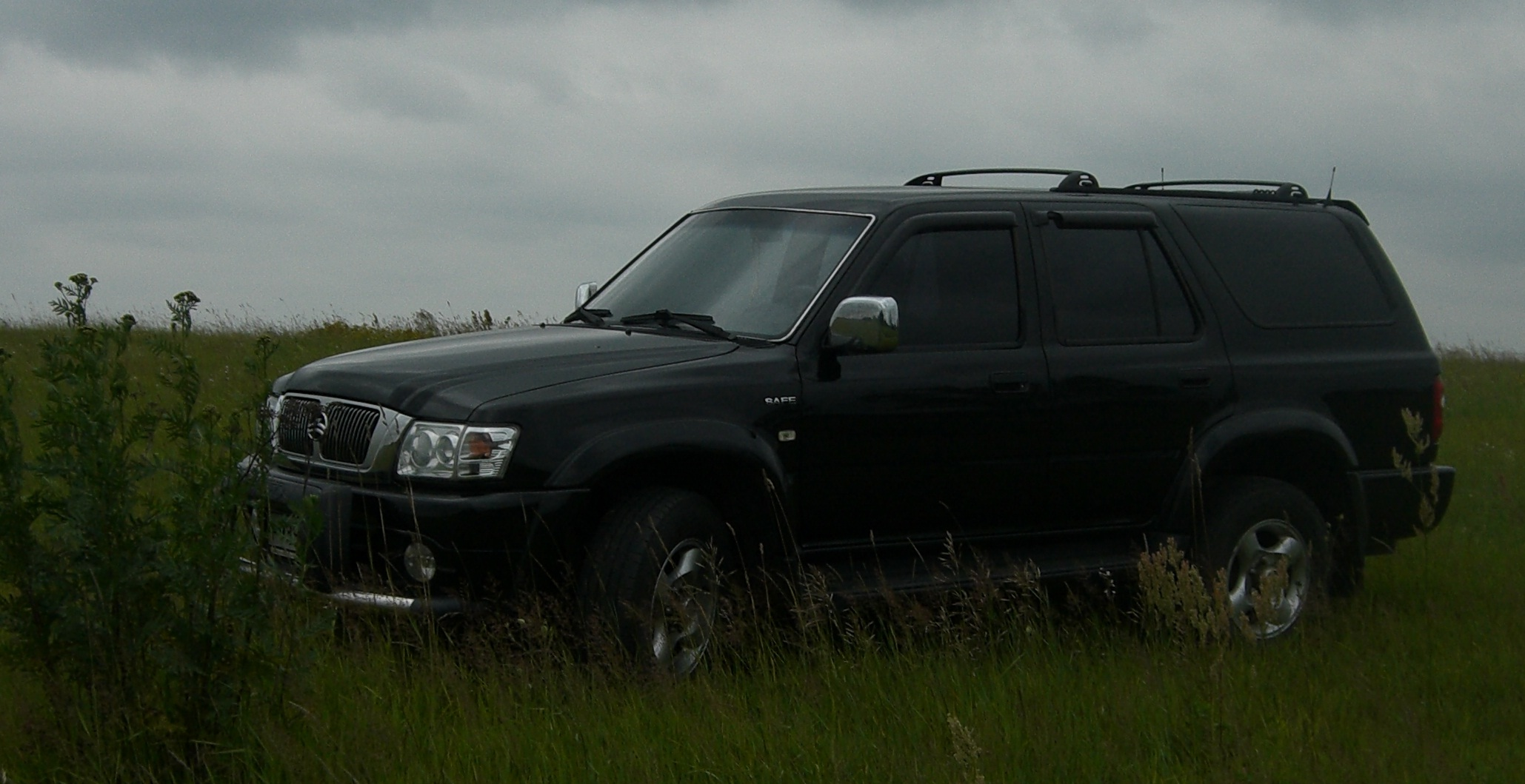
Great Wall SUV5

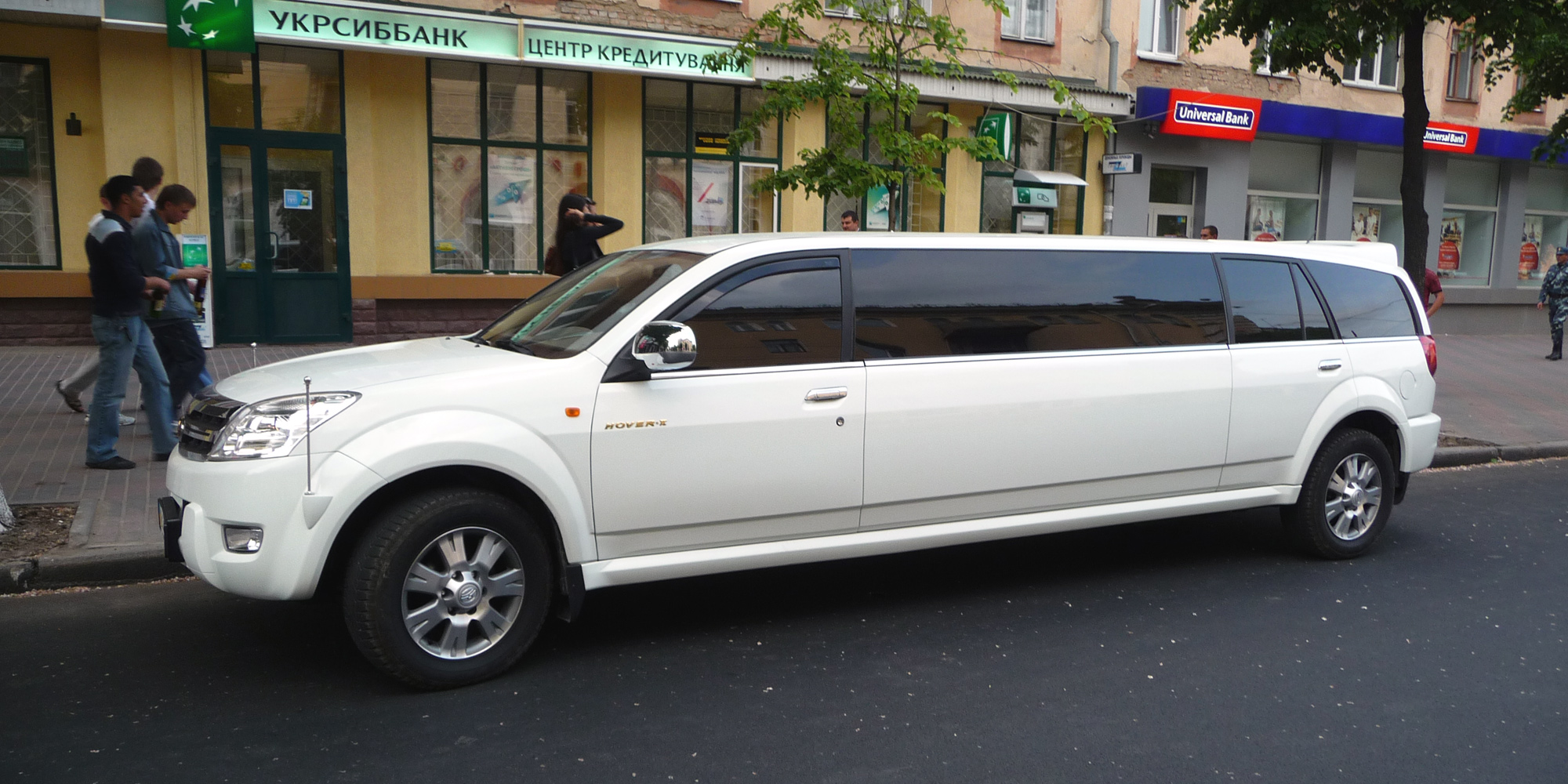
Great Wall Hover Pi

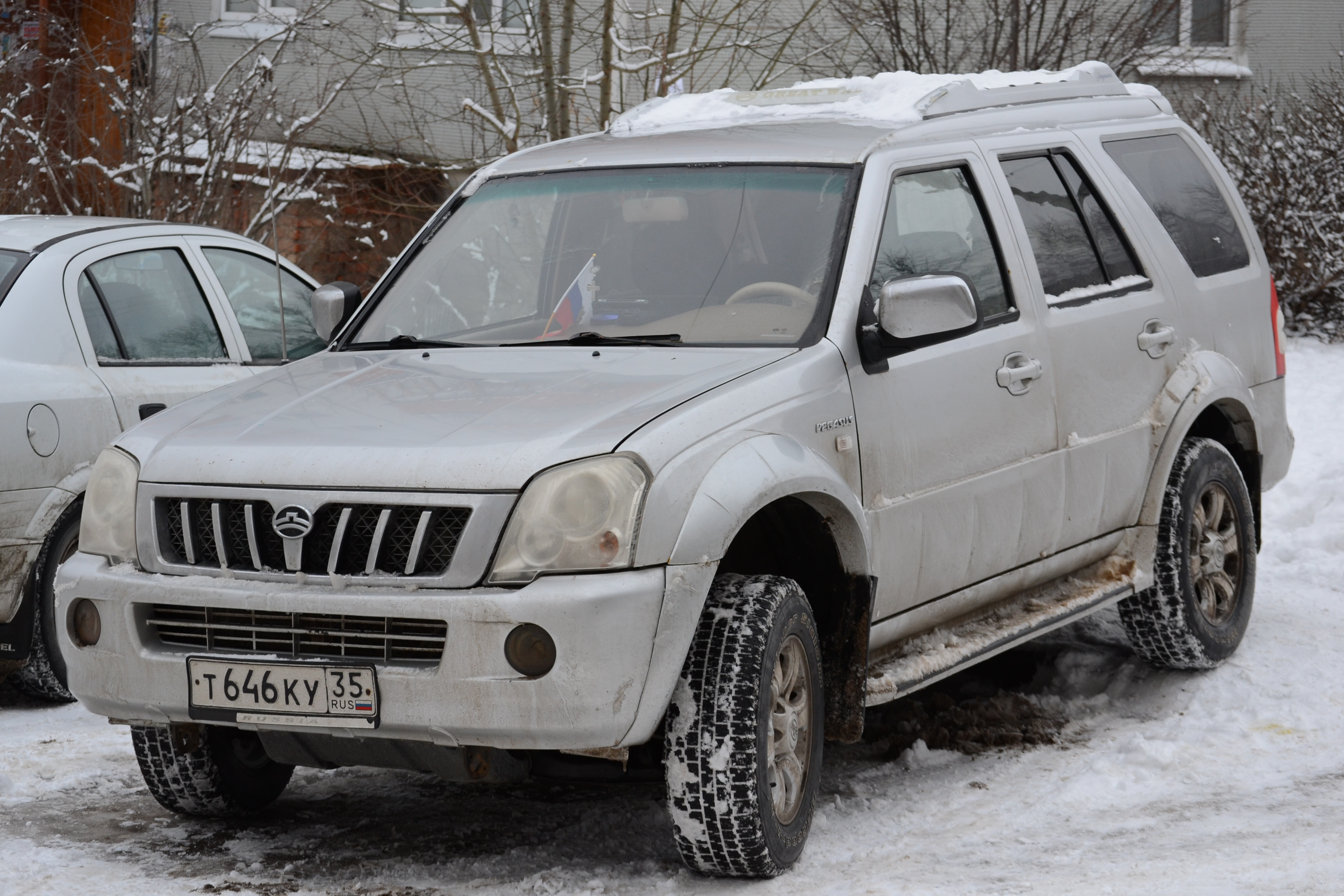
Great Wall Pegasus

- 1996—2013 — Great Wall Deer
- 2001—2009 — Safe
- 2003—2010 — Sailor
- 2003—2010 — SoCool
- 2004—2012 — Pegasus
- 2005—2010 — Sing
- 2008—2010 — Cowry
- 2008—2010 — Peri
- 2008—2013 — Florid
- 2009—2010 — Peri SUV
- 2009—2013 — i7
- 2009—2015 — Coolbear
- 2010 — Great Wall Hover M2
- 2014—2021 — Haval H2

### Производятся
Пикапы:
- 2006 — Great Wall Wingle
- 2011 — Great Wall Hover Wingle 5
- 2014 — Great Wall Hover Wingle 6
- 2015 — Great Wall Hover Wingle 5 Upgrade
- 2018 — Great Wall Wingle 7
- 2019 — Great Wall Pao
- 2022 — Great Wall Shanhai Cannon

Внедорожники:
- 2005 — Great Wall Hover
  - 2005 — Great Wall Hover H5E
  - 2011 — Great Wall Hover H6 (Haval H6)
  - 2012 — Great Wall Hover M4
- 2014 — Haval H9
- 2015 — Haval H7
- 2018 — Haval F5
- 2018 — Haval F7
- 2020 — Haval Jolion
- 2020 — Haval Dagou
- 2021 — Haval Chitu
- 2021 — Haval Shenshou
- 2021 —  Tank 300
- 2021 —  Tank 500

Легковые автомобили:
- 2011 — Great Wall Voleex C50
- 2010 — Great Wall Voleex C30
- 2020 — ORA Haomao

## В России

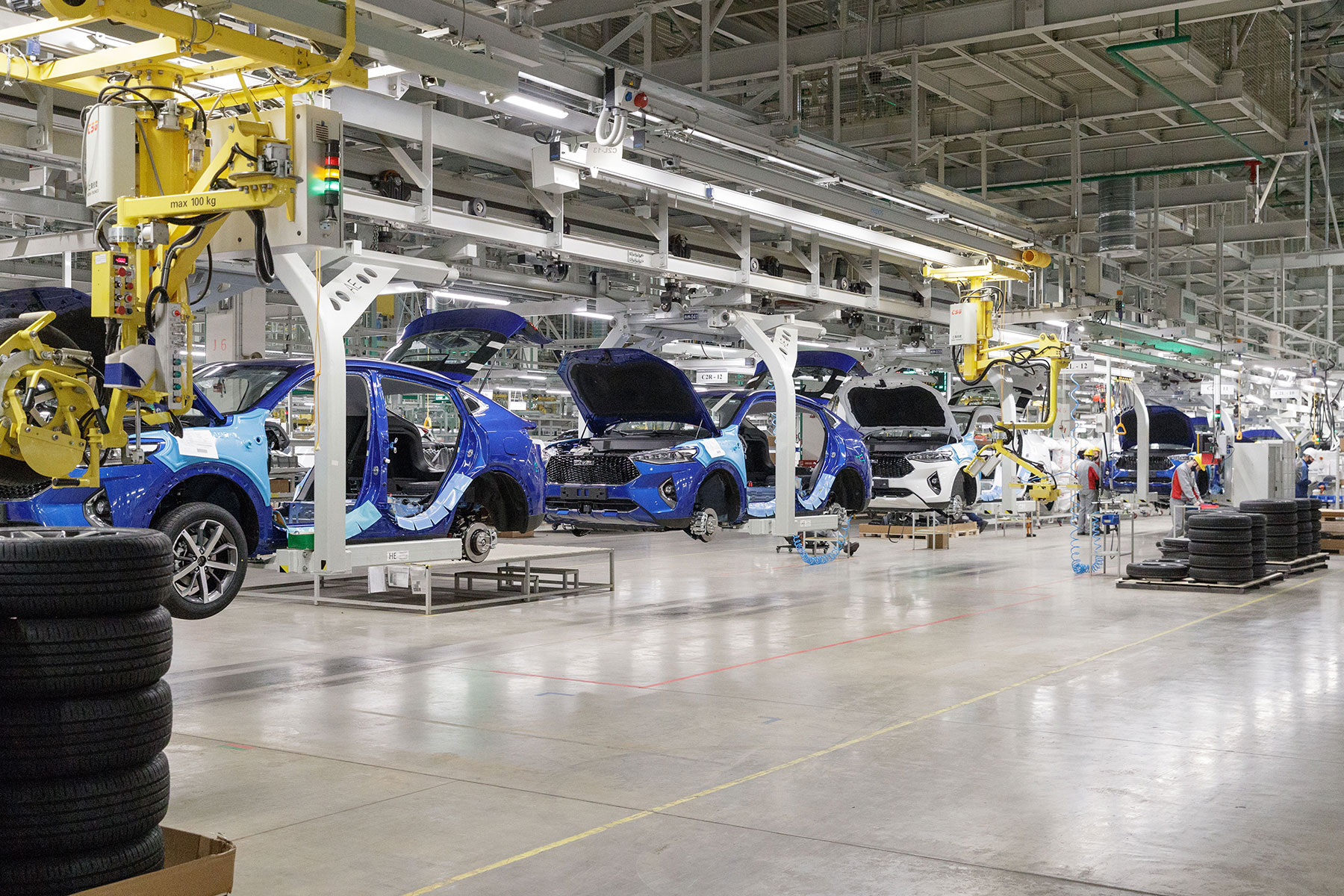
«Хавал Мотор Рус» в индустриальном парке «Узловая» в Тульской области

В октябре 2004 года в Москве открылось официальное российское представительство компании Great Wall Motor Ltd. и дистрибьюторский центр.
Пробная сборка Great Wall Motor в России проводилась в 2005 году на калининградском Автоторе.
С 2006 года модели Hover и SUV G5 собираются на заводе в подмосковном посёлке Гжель.
В 2008 году в России было продано 14 тыс. автомобилей Great Wall. В 2010 году объём продаж Great Wall в России составил 3637 штук.
20 мая 2014 года в Шанхае (КНР), в присутствии первых лиц Российской Федерации и Китайской Народной Республики, правительство Тульской области заключило инвестиционное соглашение о строительстве завода по производству автомобилей с компанией Great Wall Motor Company. Соглашение предусматривает строительство в Тульской области завода по производству автомобилей под маркой Haval, включающего в себя цех штамповки, сварки, окраски, сборки, производства запчастей; предприятие разместится на территории индустриального парка «Узловая» — крупнейшего государственного индустриального парка центральной России. Объём инвестиций составит 18 млрд рублей. Производственная мощность предприятия к 2020 году достигнет до 150 тыс. автомобилей в год.
В 2017 году Great Wall свернула продажи моделей Hover в России, решив продвигать в этой стране вседорожники под суббрендом Haval. Haval H3 и Haval H5 скоро снова будут выпускать под маркой DW Hower, которая, предположительно, принадлежит черкесскому заводу Derways.
В августе 2018 года компания Haval закончила возведение своей первой в России производственной площадки, которая расположена в Тульской области (там она намерена производить кроссовер Haval H6 и новый паркетник Haval F5); при создание производства Great Wall установило рекорд по инвестициям среди китайских компаний в России — 500 млн долларов. Помимо Н6 в России сейчас продаются вседорожники H2, H6 Coupe и H9, и какие-то из этих моделей тоже, вероятно, попадут на тульский конвейер.
Производство автомобилей Haval H6 на заводе в Тульской области началось в середине 2019 года.
В 2019 году компания представила новый кросс-купе Haval F7x; от самого Haval F7 он отличается только купеобразной формой кузова. Новая модель обладает 1,5- и 2,0-литровыми бензиновыми турбомоторами мощностью 150 и 190 л. с., а также 7-ступенчатой трансмиссией.
По состоянию на 2023 год для Great Wall Россия является крупнейшим рынком сбыта за пределами Китая. В связи с деятельностью в России на фоне российско-украинской войны украинское Национальное агентство по предотвращению коррупции внесло компанию в число международных спонсоров войны.
В 2023 году российский завод Great Wall выпустил около 100 000 автомобилей марки Haval.
В марте 2024 года концерн GWM ввел в эксплуатацию завод в Тульской области по производству автомобильных двигателей объемом 1,5 и 2 литра, мощностью более 100 тыс. штук в год.